# Spawn (film)
Pour les articles homonymes, voir Spawn.
Pour plus de détails, voir Fiche technique et Distribution.
Spawn est un film fantastique américain réalisé par Mark Dippé, sorti en 1997. Il est basé sur le comics Spawn de Todd McFarlane et publié par Image Comics.

## Synopsis
Al Simmons, un agent des services secrets américain, est éliminé lors d'une explosion en mission dans une usine d'armes biochimiques sur l'ordre de son patron Jason Wynn. Arrivé en enfer, il conclut un pacte avec le démon Malebolgia dans le but de revoir sa femme Wanda. En échange, il devra mener les armées du Mal dans leur ultime combat contre les forces du Bien. Simmons devient alors un guerrier aux pouvoirs surnaturels : Spawn. Mais entretemps, Wanda a refait sa vie avec Terry Fitzgerald, le meilleur ami de son défunt époux.

## Fiche technique
- Titre original : Spawn
- Réalisation : Mark Dippé
- Scénario : Alan McElroy et Mark Dippé d'après le comic Spawn de Todd McFarlane
- Musique : Graeme Revell
- Directeur de la photo : Guillermo Navarro
- Montage : Todd Busch et Michael Knue
- Directeurs de casting : Bruce Newberg et Mary Jo Slater
- Chef décorateur : Philip Harrison
- Directeur artistique : Eric Orbom
- Décorateur de plateau : Dena Roth
- Costumes : Daniel Lester
- Producteur : Clint Goldman
- Producteurs délégués : Alan Blomquist, Adrianna Cohen, Terry Fitzgerald, Todd McFarlane et Brian Witten
- Sociétés de production : New Line Cinema, Pull Down Your Pants Pictures et Todd McFarlane Entertainment
- Distribution : New Line Cinema (États-Unis) et Metropolitan Filmexport (France)
- Budget : 40 millions $
- Pays de production : États-Unis
- Langue originale : anglais
- Format : 35 mm couleur, 1,85:1
- Genre : Science-fiction, fantastique, action
- Durée : 96 minutes
- Dates de sortie[2] :
  - États-Unis : 1er août 1997
  - France : 10 décembre 1997
- Film Interdit aux moins de 12 ans lors de sa sortie en salles[Où ?]

## Distribution
- Michael Jai White (VF : Michel Vigné ; VQ : Éric Gaudry) : Al Simmons / Spawn
- John Leguizamo (VF : Roger Carel ; VQ : Benoit Rousseau) : Clown /  Violator
- Martin Sheen (VF : Patrick Floersheim ; VQ : Jean-Marie Moncelet) : Jason Wynn
- Theresa Randle (VF : Déborah Perret ; VQ : Hélène Mondoux) : Wanda Simmons
- Nicol Williamson (VF : Denis Savignat ; VQ : Yves Massicotte) : Cogliostro
- D. B. Sweeney (VQ : Pierre Auger) : Terry Fitzgerald
- Melinda Clarke (VF : Véronique Augereau ; VQ : Élise Bertrand) : Jessica Priest
- Miko Hughes : Zack
- Sydni Beaudoin : Cyan Fitzgerald
- Michael Papajohn : Glen, le père de Zack
- Frank Welker (VF : Benoît Allemane) : le démon Malebolgia (voix)
- Robia LaMorte : reporter de la chaîne XNN
- Jack Coleman : docteur
- Romeo Akrawi : dignitaire étranger
- Laura Stepp : Angela
- Garrison Singer : anesthésiologiste
- Todd McFarlane : un clochard [3]

## Bande originale
Spawn: The Album (Soundtrack) sorti le 29 juillet 1997 (Sony).
1. (Can't You) Trip Like I Do - Filter & The Crystal Method – 4:28
2. Long Hard Road Out of Hell - Marilyn Manson & Sneaker Pimps – 4:21
3. Satan - Orbital & Kirk Hammett/Metallica – 3:45
4. Kick the P.A. - Korn & The Dust Brothers – 3:21
5. Tiny Rubberband - Butthole Surfers & Moby – 4:12
6. For Whom the Bell Tolls - Metallica & DJ Spooky – 4:39
7. Torn Apart - Stabbing Westward & Josh Wink – 4:53
8. Skin Up Pin Up - Mansun & 808 State – 5:27
9. One Man Army - The Prodigy & Tom Morello/Rage Against the Machine – 4:14
10. Spawn Again - Silverchair & Vitro – 4:28
11. T-4 Strain - Henry Rollins & Goldie – 5:19
12. Familiar - Incubus & DJ Greyboy – 3:22
13. No Remorse (I Wanna Die) - Slayer & Atari Teenage Riot – 4:16
14. A Plane Scraped Its Belly On A Sooty Yellow Moon - Soul Coughing & Roni Size – 5:26[4].

## Accueil

### Critique
Le film reçoit des critiques très négatives. Sur Rotten Tomatoes, il obtient une note de 13 % de critiques positives. Le site AlloCiné confère au film Spawn une note moyenne de 1,6 sur une échelle de 5 et le site Internet Movie Database une note moyenne de 4,9 sur 10.
Marc Toullec, dans sa critique pour Ciné Live, écrit que « le film se saborde lui-même dès les premières images » et qu'il est « plus PlayStation que cinéma ». Il conclut en jugeant le film comme étant une « navrante adaptation d'un comics réputé ».
Geoffrey Claustriaux, du site Horreur.net, estime pour sa part que « de bonnes idées surnagent dans un océan de médiocrité » et que « l'histoire est tout ce qu'il y a de plus banale et prévisible », mais que « ce qui choque le plus, c'est que tout le côté sombre a été laissé au placard pour présenter Spawn comme un nouveau super héros ». Il conclut en jugeant le film comme étant « une grosse déception compte tenu du formidable potentiel du comics ».

### Box-office
| Pays ou région | Box-office   | Date d'arrêt du box-office | Nombre de semaines |
| -------------- | ------------ | -------------------------- | ------------------ |
| États-Unis     | 54 870 175 $ | 28 août 1997               | 4                  |
| Total mondial  | 87 840 042 $ | -                          | -                  |